# 厳翼相
厳 翼相（オム・イクサン、朝鮮語: 엄익상/嚴翼相、1958年12月16日 - ）は、大韓民国の言語学者。

## 経歴
1981年に延世大学校を卒業し、同大学大学院に進学した。1985年に論文『「文心雕龍」の批評理論と実例分類研究』で修士号を取得し、1991年で論文『中国における中古音、上古音、方言音と百済漢字音の比較音韻論（原文: A Comparative Phonology of Chinese and Sino-Paekche Korean）』でインディアナ大学で博士号を取得した。その後、オハイオ大学、江原大学校、淑明女子大学校で教授の職を務めた。

## 著書
- 韓国の漢字音を中国風に見る
- 中国北方方言と文化（共著）
- 中国語教育はどうしようか
- 標準中国語音韻論（訳書）
- 中国言語学を韓国式にする
- 現代中国語生成音韻論（訳書）
- 現代北京語生成音韻論（訳書）